# هیلزبورو پاینز (فلوریدا)
هیلزبورو پاینز (به انگلیسی: Hillsboro Pines) یک منطقهٔ مسکونی در ایالات متحده آمریکا است که در شهرستان براوارد، فلوریدا واقع شده‌است. هیلزبورو پاینز ۰٫۶ کیلومتر مربع مساحت و ۴۴۶ نفر جمعیت دارد.